# Молога (річка)
Моло́га — річка в Росії, ліва притока Волги. Тече територією Тверської, Новгородської і Вологодської областей по Молого-Шекснінській низовині, впадає в Весьєгонський плес Рибинського водосховища. Довжина 456 км, сточище 29,7 тисяч км².

## Притоки
Великі притоки — Ривиця, Волчин, Кезан, Сарагожа, Кірва, Кобожа, Чагодоща (ліві); Остречина, Осінь, Ратиня (праві).

## Населені пункти
На річці розташовані міста Бежецьк, Устюжна, Пестово, селище Максатиха. Місто Весьєгонськ, що стоїть зараз на березі затоки Рибинського водосховища, раніше також стояло на березі Мологи, але після створення Рибинського водосховища річка в нижній течії перетворилася на затоку. Місто Молога, що стояло біля впадіння Мологи у Волгу, було повністю затоплено.

## Опис
Молога розкривається в першій половині квітня, кригохід 3—10 днів, весняний паводок 3—6 тижнів, кригостояння в листопаді. Середня річна витрата води 60 м³/сек (у середній течії) і 237 м³/сек (у гирлі).
Витік у районі села Ключове Максатихинського району Тверської області. У верхів'ях Молога — звивиста річка з повільним плином шириною 10—20 метрів.
Перед Бежецьком і в межах міста розливається широко, перетворюючись на ланцюжок озер шириною від 100 до 600 метрів з заболоченими берегами, з численними островами і старицями. Русло річки розбивається на протоки.
За містом Молога знаходиться велике озеро Верестово із заболоченими берегами і сильно заросле очеретом. У районі озера Верестово ширина долини до 4 км, заплави — 1—1,5 км.
За озером ширина річки 30—40 метрів, береги лукові аж до селища Максатиха, течія вельми повільна. У Максатисі Молога приймає в себе Рівіцю і Волчин і повертає на північ. Ширина збільшується до 60 метрів, швидкість течії збільшується, на берегах з'являються соснові ліси. На ділянці до гирла Сарагожі — кілька порожистих ділянок у місцях, де Молога перетинає моренні пасма, відроги Бежецького Верху. Біля села Борисовське через річку перекинуто пішохідний підвісний міст, що з'єднує Борисовське з селами Нівище і Заріччя, розташованими на іншому березі.
Біля Пестово ширина Мологи становить близько 100 м, на річці багато пляжів, на берегах — ліс. Після впадіння Кобожі ширина вже перевищує 150 метрів, від міста Устюжна річка ставала доступною для судноплавства тільки на початку повені. Після гирла Чагодощі відчувається підпір Рибинського водосховища, течія майже зникає, а ширина річки розширюється до 200 з гаком метрів.